# Heinrich Brandt (Mathematiker)

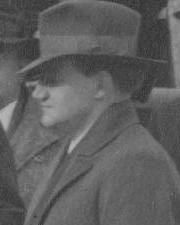
Heinrich Brandt, 1930 in Jena

Heinrich Brandt (* 8. November 1886, Feudingen; † 9. Oktober 1954, Halle) war ein deutscher Mathematiker, der 1926 das Konzept des Magma (von ihm als Gruppoid bezeichnet) entwickelte.

## Leben und Werk
Brandt, Sohn eines Volksschulrektors, studierte an der Universität Göttingen und von 1910 bis 1913 an der Universität Straßburg. 1909 wurde er Mitglied im Göttinger Wingolf, 1910 der Wingolfsverbindung Argentina zu Straßburg. Im Jahr 1912 promovierte er bei Heinrich Weber zum Dr. phil. mit seiner Dissertation Zur Komposition der quaternären quadratischen Formen und legte ein Jahr später die Prüfung für das höhere Lehramt (Mathematik, Physik, Botanik, Zoologie) ab. Im gleichen Jahr übernahm er noch kurzfristig eine Assistentenstelle an der Universität Karlsruhe, musste aber alsbald seinen Militär- und Kriegsdienst ableisten. Schwer verwundet und beinamputiert wurde er 1916 entlassen, ausgezeichnet mit dem Eisernen Kreuz II. Klasse.
Brandt kehrte zur TH Karlsruhe zurück und habilitierte sich dort 1917 für die Fächer Mathematik und Mechanik. Im Jahr 1921 erhielt er einen Ruf an die RWTH Aachen, wo er Ordinarius für Darstellende Geometrie und Geometrie der Lage war. Seine Hauptarbeitsgebiete waren aber Kompositionstheorie quaternärer quadratischer Formen, bilineare Transformation quaternärer quadratischer Formen und Zahlentheorie der Quaternionen. Schließlich wechselte er im Jahr 1930 an die Universität Halle, wo man ihm den Lehrstuhl für Mathematik übertrug. Im Jahr 1932 wurde er zum Mitglied der Gelehrtenakademie Leopoldina gewählt. In der Zeit des Nationalsozialismus war Brandt Förderndes Mitglied der SS und Mitglied weiterer NS-Organisationen. Er blieb in Halle bis zu seiner Emeritierung im Jahr 1950 und wurde nach dem Zweiten Weltkrieg zwischenzeitlich zum Dekan gewählt. Seit 1949 war er ordentliches Mitglied der Sächsischen Akademie der Wissenschaften. Selbst im Ruhestand lehrte er noch bis zu seinem Tode im Jahr 1954 in Halle.
Zu seinen Doktoranden zählt Martin Eichler, der Brandts Arbeiten zur Zahlentheorie der Quaternionen fortsetzte.
Brandt war mit Eva-Maria verheiratet, Tochter des Hallischen Zoologie-Professors Ulrich Gerhardt.